# Reprezentacja Portugalii na Mistrzostwach Świata w Narciarstwie Klasycznym 2007
Reprezentacja Portugalii na Mistrzostwach Świata w Narciarstwie Klasycznym 2007 liczyła 1 sportowca. Najlepszym wynikiem było 77. miejsce Danny'ego Silva w sprincie mężczyzn.

## Medale

### Złote medale
Brak

### Srebrne medale
Brak

### Brązowe medale
Brak

## Wyniki

### Biegi narciarskie mężczyzn
Sprint
- Danny Silva - 77. miejsce

Bieg na 15 km
- Danny Silva - 108. miejsce

Bieg na 30 km
- Danny Silva - nie ukończył